# Jennifer Juniper
Jennifer Juniper è un brano musicale scritto dal cantautore scozzese Donovan. Nel 1968 venne pubblicato su singolo, e raggiunse la posizione numero 5 in Gran Bretagna nella Official Singles Chart e la numero 26 nella statunitense Billboard Hot 100.

## Il brano
La traccia venne composta da Donovan ispirandosi a Jenny Boyd, la sorella di Pattie Boyd, che era caduta in preda a un'overdose di eroina, poco tempo prima di andare con i Beatles a Rishikesh. Jenny aveva sposato Mick Fleetwood ed era, all'epoca, la cognata di George Harrison e, successivamente, lo fu di Eric Clapton. La canzone contiene una sezione fiati che include oboe, flauto, e fagotto. L'ultima strofa del brano è cantata in francese.

## Cover
- Theodore Bikel reinterpretò la canzone nel suo album A New Day (1970).[3]

## Riferimenti nella cultura di massa
- La canzone viene citata nella puntata de I Simpson intitolata Il bar delle pazze, insieme a un personaggio di nome Melody Juniper.
- La canzone è stata inserita nella colonna sonora del film Election (1999).
- Il personaggio di Natalie Portman suona la canzone al piano nel film Mr. Magorium e la bottega delle meraviglie (2007).
- Nei primi anni 2000 la canzone è stata utilizzata dalla Mulino Bianco per lo spot del prodotto Volè.[4]